# Palazzo Strozzi
Palazzo Strozzi is een renaissancepaleis in het oude centrum van Florence. Tegenwoordig fungeert het als tentoonstellingsruimte voor grote tentoonstellingen. 

## Geschiedenis
Het paleis werd gebouwd in opdracht van de Florentijnse koopman Filippo Strozzi (1428-1491). De Strozzi's waren een van de rijkste families van de stad en belangrijke rivalen van de Medici's. 
De bouw begon in 1489 onder leiding van de broers Giuliano da Sangallo (1443-1516) en Benedetto da Maiano (1442-1497). Na de dood van Benedetto da Maiano nam Simone del Pollaiolo (1457–1508) het project over. Hij werkte er tot 1504 aan. Uiteindelijk werd de bouw in 1538 afgerond. De Strozzi's hielden het paleis in bezit tot 1937, toen ze het aan de Italiaanse staat schonken. Sinds 1999 is Palazzo Strozzi onder beheer van de stad Florence. Het is nu een museum waar jaarlijks verschillende exhibities worden gehouden. 
Palazzo Strozzi is een vrijstaand gebouw met bruutwerken gevels. Een met een bogengalerij omgeven cortile (binnenplaats) vormt het hart van het complex. 